# Chacal (contre-torpilleur)
Pour les articles homonymes, voir Chacal (homonymie).
Le Chacal est un contre-torpilleur de la classe Jaguar ayant servi dans la marine française.
Le 28 mars 1922, la Chambre des députés adopte le programme naval qui contient, entre autres, la construction de 6 contre-torpilleurs de 2 100 tonnes : le Chacal, le Jaguar, le Panthère, le Léopard, le Lynx et le Tigre.
La construction du Chacal commence le 18 septembre 1923 à Penhoët. Il sera lancé le 27 septembre 1924 et entrera en service le 1er mai 1926.
Jusqu'en 1940, le Chacal effectuera différentes campagnes en compagnie des autres contre-torpilleurs de classe Jaguar.

## Évacuation de Dunkerque

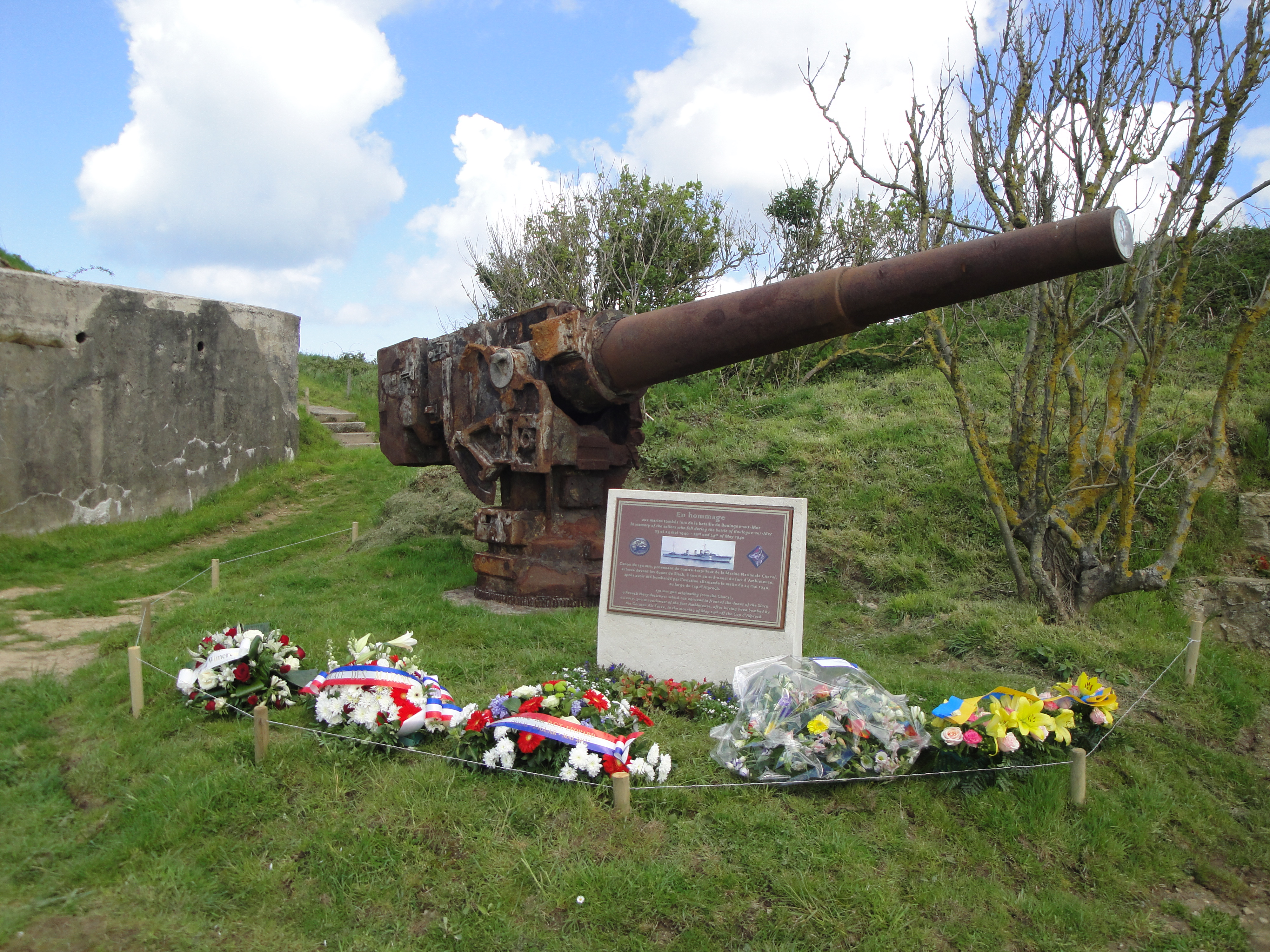
Mémorial aux marins tombés lors du siège de Boulogne-sur-Mer.

Le 21 mai 1940, durant la bataille de France, la deuxième division de contre-torpilleurs (2e D.C.T) composée du Jaguar, du Léopard et du Chacal, mise à disposition de l’amiral Abrial, (amiral Nord), arrive à Cherbourg dans la nuit. Chaque navire reçoit la mission d’acheminer du matériel et des équipes de démolition, le Jaguar pour Dunkerque, le Chacal pour Calais et le Léopard pour Boulogne. Ces équipes ont pour objectif la démolition des installations portuaires avant l’arrivée des Allemands dont l’offensive est imminente.
Le 22 mai 1940, le Jaguar est coulé en arrivant à Dunkerque par des vedettes rapides et s'échoue devant Malo-les-Bains pour éviter couler et d'encombrer le port. Le matériel de démolition est récupéré.
Le 23 mai 1940, après avoir déchargé son matériel à Calais, le Chacal reçoit l'ordre de faire route et de rallier le Léopard qui vient lui aussi d'accomplir sa mission à Boulogne sous les bombardements. Les deux contre-torpilleurs reçoivent l'ordre de tirer sur les colonnes allemandes qui investissent les positions françaises dont le fort d'Alprech, la tour d'Odre et le fort de la Crèche lors du siège de Boulogne-sur-Mer.
Le 24 mai 1940, le Chacal et le Léopard sont attaqués par des bombardiers devant le cap d'Alprech (au sud de Boulogne). Le Chacal est touché et l'équipage évacue le navire en bon ordre. Le Léopard est obligé de s'éloigner. Le chalutier armé Messidor, de Dieppe, récupère 167 hommes, l'aviso Arras 26 et 27 hommes évacuent sur des radeaux de fortune, 22 d'entre eux toucheront terre près du cap Gris-Nez, 5 épuisés lâcheront leur radeau. Le Léopard rallie Cherbourg.
L'épave du Chacal s'échoue devant les dunes de Slack où durant une trentaine d'années, on pourra apercevoir ses superstructures à marée basse. L'épave a été démantelée dans les années 1970. Un de ses canons a séjourné sur un quai du port de Boulogne jusqu'en 2004 et est désormais visible au fort de la Crèche.